# Euxoa vacillans
Euxoa vacillans là một loài bướm đêm trong họ Noctuidae.